# Шумный (Хабаровский край)
Шу́мный — посёлок в Вяземском районе Хабаровского края. Административный центр и единственный населённый пункт сельского поселения «Посёлок Шумный».

## География
Посёлок находится на верхних притоках реки Подхорёнок, на расстоянии примерно 45 км (по лесовозной дороге) к юго-востоку от города Вяземский, административного центра района.

## История
Посёлок создан для развития лесозаготовительной отрасли хозяйства, однако на 2020 год леспромхоз ликвидирован. Здание школы признано аварийным, 11 детей перевели в интернат города Вяземский.

## Население
| 1992 | 2002 | 2010 | 2011 | 2012 | 2013 | 2014 |
| ---- | ---- | ---- | ---- | ---- | ---- | ---- |
| 672  | ↘492 | ↘339 | →339 | ↘318 | ↘315 | ↘301 |
| 2015 | 2016 | 2017 | 2018 | 2019 | 2020 | 2021 |
| ↘296 | ↘285 | ↘282 | ↘280 | ↘268 | ↘263 | ↘249 |

## Улицы
| - ул. Арсеньева, - ул. Больничная, - ул. Верхняя, - ул. Заречная, | - ул. Зелёная, - ул. Киевская, - ул. Ключевая, - ул. Лесная, | - ул. Набережная, - ул. Тигровая, - ул. Украинская, - ул. Центральная. |

## Транспорт
Через посёлок проходила лесовозная Вяземская узкоколейная железная дорога, разобрана в первой половине 1990-х годов.